# LCN9
LCN9 (англ. Lipocalin 9) – білок, який кодується однойменним геном, розташованим у людей на 9-й хромосомі. Довжина поліпептидного ланцюга білка становить 176 амінокислот, а молекулярна маса — 20 285.
| 10         |  | 20         |  | 30         |  | 40         |  | 50         |
| ---------- |  | ---------- |  | ---------- |  | ---------- |  | ---------- |
| MALLLLSLGL |  | SLIAAQEFDP |  | HTVMQRNYNV |  | ARVSGVWYSI |  | FMASDDLNRI |
| KENGDLRVFV |  | RNIEHLKNGS |  | LIFDFEYMVQ |  | GECVAVVVVC |  | EKTEKNGEYS |
| INYEGQNTVA |  | VSETDYRLFI |  | TFHLQNFRNG |  | TETHTLALYE |  | TCEKYGLGSQ |
| NIIDLTNKDP |  | CYSKHYRSPP |  | RPPMRW     |  |            |  |            |

A: Аланін

C: Цистеїн

D: Аспарагінова кислота

E: Глутамінова кислота

F: Фенілаланін

G: Гліцин

H: Гістидин

I: Ізолейцин

K: Лізин

L: Лейцин

M: Метіонін

N: Аспарагін

P: Пролін

Q: Глутамін

R: Аргінін

S: Серин

T: Треонін

V: Валін

W: Триптофан

Задіяний у такому біологічному процесі, як транспорт. 
Секретований назовні.